# ミケーレ・マリオッティ
ミケーレ・マリオッティ（Michele Mariotti, 1979年 - ）は、イタリアの指揮者。

## 略歴
ペーザロで生まれ、ロッシーニ音楽院で作曲を学ぶ。2005年、サレルノ・ヴェルディ歌劇場でのロッシーニ『セビリアの理髪師』で、オペラ指揮者としてデビューする。2007年11月、ボローニャ市立劇場でのヴェルディ『シモン・ボッカネグラ』公演にて成功を収める。2008年から2018年までボローニャ市立劇場の音楽監督を務める。
2011年9月にボローニャ市立劇場の日本公演にて初来日を果たし、ベッリーニ『清教徒』、ビゼー『カルメン』を指揮した。

2022年からローマ歌劇場の音楽監督を務める。
前妻はロシア出身のソプラノ歌手オルガ・ペレチャッコ。妻はメゾソプラノ歌手ハスミック・トロシャン。